# Zwiebel-Schwebfliege
Die Zwiebel-Schwebfliege (Merodon trochantericus) ist eine Fliege aus der Familie der Schwebfliegen (Syrphidae).

## Merkmale
Die Fliegen erreichen eine Körperlänge von 10 bis 12 Millimetern. Ihr bienenähnlicher Körper ist hell- und dunkelbraun gefärbt. Das Gesicht und die Stirn sind lang weiß, filzig behaart. Das Weibchen trägt zusätzlich schwarze Haare auf dem Scheitel. Die Fühler sind braun, ihr drittes Glied ist zugespitzt. Der Thorax ist blau- oder grünschwarz gefärbt und ist grau oder fuchsrot behaart. Er trägt gelegentlich fünf helle, undeutliche Längsstreifen. Die Beine sind schwarzbraun, die Schienen (Tibien) an den Enden rot gefärbt. Der Hinterleib besitzt eine gelbrote, scharf abgegrenzte Zeichnung. Die Flügel sind durchsichtig. Die hinteren Beine der Männchen besitzen auf dem Schenkelring (Trochanter) einen kurzen Zahn und auf dem Schenkel (Femur) basal auf der Unterseite einen Höcker.

## Vorkommen und Lebensweise
Die Art ist in Südeuropa häufig auf Bergwiesen zu finden. Die Larven besitzen am Rücken chitinisierte Dornen und entwickeln sich in Lauchgewächsen.